# John Holland, 1. Duke of Exeter (1395–1447)

Wappen von John Holland, 1. Duke of Exeter

John Holland, 1. Duke of Exeter (auch John Holand) KG (* 29. März 1395 in Dartington Hall; † 5. August 1447) war ein englischer Magnat und Militär. Er gehörte zu den führenden englischen Militärs in der zweiten Phase des Hundertjährigen Kriegs ab 1415.

## Herkunft und Jugend
John Holland war der zweite Sohn von John Holland, 1. Duke of Exeter und Elizabeth of Lancaster. Sein Vater war ein älterer Halbbruder von König Richard II., seine Mutter war eine Schwester von Henry Bolingbroke, der 1399 den König stürzte und als Heinrich IV. neuer englischer König wurde. John war noch ein Kind, als sein Vater erfolglos gegen Heinrich IV. rebellierte und Anfang 1400 hingerichtet wurde. Durch Bill of Attainder wurde sein Vater nachträglich enteignet, so dass seine Titel als verwirkt galten und seine Besitzungen beschlagnahmt wurden. Im September 1400 starb John älterer Bruder Richard, so dass John nun der Erbe seines Vaters war. Seine Mutter heiratete noch 1400 in zweiter Ehe Sir John Cornewall, in dessen Haushalt John aufwuchs. Cornewall stand im Dienst des Thronfolgers Henry of Monmouth und erhielt 1407 vom König jährlich 100 Mark für die Kosten von Johns Erziehung und Ausbildung zugesprochen.

## Militär im Dienst von Heinrich V.
Im April 1413 wurde Holland am Vorabend der Krönung von Heinrich V. zum Knight of the Bath geschlagen. Danach diente er dem König als Militär. Vor dem Aufbruch zum Feldzug nach Frankreich 1415 gehörte er dem Tribunal an, das die Beteiligten des Southampton Plot verurteilte. Bei dem folgenden Feldzug in die Normandie führte Holland zusammen mit seinem Stiefvater Cornewall eine Streitmacht zur Erkundung von Harfleur. Im Oktober zeichnete er sich während der Schlacht von Azincourt durch Tapferkeit aus. Im Mai 1416 wurde er in den Hosenbandorden aufgenommen. Im Juli 1416 wurde er Kommandant einer Flotte, die das belagerte Harfleur entsetzte. Um diese Zeit bezeichnete er sich bereits als Earl of Huntingdon, bevor im Oktober 1416 dieser verwirkte Titel seines Vaters auch formell vom Parlament wiederhergestellt und an Holland verliehen wurde. Da der ranghöhere Titel Duke of Exeter mit den dazugehörenden Ländereien und Einkünften jedoch bereits zuvor an Thomas Beaufort verliehen worden war, konnte im März 1417 nur ein Teil der Güter seines Vaters an Huntingdon verliehen werden. Er musste vor allem auf Besitzungen in Devon verzichten. Als Folge davon entsprachen seine Einkünfte nicht den Verpflichtungen und Ausgaben, die er wegen seines Ranges und seines Dienstes als Militär hatte, so dass er in ständiger finanzieller Unsicherheit lebte.
Unter dem Oberkommando von Thomas Beaufort, 1. Duke of Exeter als Admiral kaperte Huntingdon am 29. Juni 1417 vor Pays de Caux mehrere genuesische Schiffe. Dieser Angriff, durch den Huntingdon reiche Beute machte, war der Beginn der Invasion der Normandie durch Heinrich V. Während des Feldzugs führte Huntingdon ein Heer, mit dem er die Burg von Touques eroberte und  Caen belagerte. Im Frühjahr 1418 besetzte er mit seinen Truppen Coutances, Avranches und weitere Städte. Danach unterstützte er den König bei der Belagerung von Rouen, während der sein jüngerer Bruder Edward getötet wurde. In den nächsten Jahren folgten weitere Feldzüge und Gefechte, in denen er meistens zusammen mit seinem Stiefvater Cornewall kämpfte. Zusammen mit John Mowbray, 5. Earl of Norfolk schlug er im März 1420 ein französisch-schottisches Heer in der Schlacht von Fresnay. Bereits 1418 hatte ihm der König als Dank die von Huntingdon eroberte Herrschaft von Bricqueville-sur-Mer übergeben. 1419 wurde Huntingdon zum Kommandanten von Gournay und Pontoise und nach der Eroberung von Melun wurde er im November 1420 zum Gouverneur dieser Stadt ernannt. Nach Abschluss des Vertrags von Troyes mit Frankreich im Mai 1420 ernannte der König Huntingdon lebenslang zum Constable of the Tower, wofür ihm im August ein jährliches Gehalt von £ 100 bewilligt wurde. Am 1. Dezember 1420 zog Huntington im Gefolge des Königs in Paris ein. Heinrich V. ernannte ihn zum Kommandanten von Vincennes und übergab ihm die Obhut über den französischen König Karl dem Wahnsinnigen. Am 22. März 1421 wurde Huntingdon jedoch in der Schlacht von Baugé von dem Schotten Sir John Sibbald gefangen genommen. Angesichts seiner geringen Einkünfte konnte er nicht das geforderte Lösegeld aufbringen, so dass er fünf Jahre im Anjou in Gefangenschaft blieb. Während des Parlaments wurde 1424 sogar behauptet, dass er dem 1422 verstorbenen Heinrich V. noch £ 10.500 schulden würde. Schließlich konnte Huntingdon Anfang 1426 nach England zurückkehren, nachdem sein Stiefvater Cornewall auf einen Teil des Lösegelds des in der Schlacht von Azincourt gefangen genommenen Comte de Vendôme verzichtete und diesen frei gelassen hatte. Nach eigenen Angaben hatte Huntingdon durch seine langjährige Gefangenschaft 20.000 Mark eingebüßt.

## Magnat in England
Nach seiner Freilassung Anfang 1426 versuchte Huntingdon zunächst, seine Stellung wiederherzustellen. Im März 1426 wurde er zum Mitglied des Kronrats ernannt, dazu verbündete er sich mit Humphrey, Duke of Gloucester. Um seine finanzielle Situation zu verbessern, suchte er als Ehefrau eine Witwe, die über ein einträgliches Wittum verfügte. Deshalb heiratete er vor dem 15. Juli 1427 Anne, die Witwe von Edmund Mortimer, 5. Earl of March. Sie war eine Tochter von Edmund Stafford, 5. Earl of Stafford. Da er sie ohne königliche Erlaubnis geheiratet hatte, musste er eine Strafe von 1200 Mark zahlen. Nach dem Tod seiner Mutter 1425 hatte er den Großteil von deren Ländereien geerbt, dazu wurde ihm 1427 die Grafschaft Ivry in der Normandie verliehen. Huntingdon geriet jedoch mit mehreren anderen Angehörigen des Hochadels in Streit, darunter 1428 mit seinem Schwager, dem Earl of Stafford und mit dem Duke of Norfolk. Stafford und Norfolk erschienen wegen des Streits 1429 bewaffnet zum Parlament, daraufhin wurden Huntingdon und mehrere andere Magnaten 1430 aufgefordert, ohne großes, bewaffnetes Gefolge zum Parlament zu erscheinen. Im April 1430 gehörte Huntingdon zum Gefolge des jungen Heinrich VI., als dieser nach Frankreich gebracht wurde. Dann unterstützte er Herzog Philipp III. von Burgund bei der Belagerung von Compiègne, von wo er sich jedoch aus Geldmangel zurückziehen musste. Als Kommandant von Gournay und Gisors unterstützte er den Duke of Bedford, den englischen Kommandanten in Frankreich. Im Dezember 1431 nahm er an der Krönung von Heinrich VI. zum König von Frankreich in Paris teil. Nach dem Tod seiner ersten Frau im September 1432 heiratete Huntingdon im Januar 1433 Beatrice, die bereits über 40-jährige Witwe des Earls of Arundel, eine uneheliche Tochter des portugiesischen Königs Johann I. Für die Genehmigung der Ehe zahlte er eine Gebühr von 200 Mark.

## Erneute Dienste in Frankreich
In Anerkennung seiner bisherigen Dienste erhielt Huntingdon von der Regierung 1300 Mark, was auch die Aufforderung zum weiteren Militärdienst in Frankreich bedeutete. 1433 entsetzte er das belagerte Montargis. 1435 gehörte er, wohl eher wegen seines Standes und seiner Verwandtschaft mit dem König als wegen seiner Erfahrung als Diplomat, der englischen Delegation an, die in Arras Verhandlungen mit Burgund führte. Dabei durfte er mit offizieller Erlaubnis Haushaltsgegenstände im Wert von £ 6000 mit sich zu führen, was auf seine Prunksucht hindeutet. Kurz bevor er Arras im Juli 1435 verließ, wurde er zusammen mit dem Earl of Northumberland zu Verteidigern der östlichen und westlichen Scottish Marches ernannt, nachdem zuvor der Earl of Salisbury sein Amt als Verteidiger der westlichen Scottish Marches niedergelegt hatte. Bei seiner Rückkehr nach England wurde er am 2. Oktober 1435 zum Admiral of England ernannt. In diesem Amt unterstützte er im August 1436 die Verteidigung von Calais gegen einen burgundischen Angriff. Als Heinrich VI. 1436 bzw. 1437 volljährig wurde, verlor Huntingdon wie Gloucester seine Stellung als königlicher Rat, doch er behielt seine weiteren Ämter. Nachdem die Franzosen 1438 in einem erfolgreichen Feldzug größere Gebiete der Gascogne erobert hatten, wurde Huntingdon im März 1439 für sechs Jahre zum  King’s Lieutenant von Aquitanien ernannt. Für dieses Amt wurden ihm persönlich £ 1000 gezahlt, ehe er im August zusammen mit seiner Frau nach Bordeaux segelte. Bereits im Herbst 1440 verließ er jedoch wieder Südwestfrankreich und kehrte im Dezember nach England zurück. Möglicherweise hatte er zu wenig Mittel, um die Region wirksam zu verteidigen, dazu war seine Frau am 23. Oktober 1439 in Bordeaux gestorben. Als Ausgleich für von Frankreich zurückeroberte Gebiete in Nordfrankreich hatte er im Februar 1440 noch die von Weinbau geprägte Herrschaft Lesparre als Lehen erhalten.

## Letzte Jahre und Tod
In England bat Huntingdon die Regierung aufgrund seiner angespannten Finanzen um eine jährliche Beihilfe, die ihm im Juli 1441 in Höhe von 500 Mark als Ausgleich für seine Verluste in Frankreich gewährt wurde. Dazu wurde ihm wegen seiner Verdienste im November 1441 die lebenslange Verwaltung von Southampton Castle übertragen. Huntingdon wurde auch in den Machtkampf zwischen dem Duke of Gloucester und dem Earl of Somerset verwickelt. Er wurde erneut als Mitglied des königlichen Rates und gehörte auch zu den Richtern, die Gloucesters Frau Eleanor Cobham wegen Hexerei verurteilten. Exeter selbst heiratete in dritter Ehe die zweifach verwitwete Anne Montagu († 1457), eine Tochter von John Montagu, 3. Earl of Salisbury. Holland hatte nun wieder engeren Kontakt zum Königshof. Wohl als Zeichen seiner Wertschätzung übergab der König im Dezember 1443 Exeter zur lebenslangen Nutzung das königliche Gut von Berkhamstead, und am 6. Januar 1444 wurde er zum Duke of Exeter erhoben. Dabei wurde festgelegt, dass dieser Titel nach dem Titel des Duke of York der ranghöchste englische Adelstitel war. 1445 vereinbarte er mit dem Duke of York die Heirat seines Sohns Henry mit dessen Tochter Anne, wobei York bereit war, für die Heirat seiner Tochter mit einem engen Verwandten des Königs eine hohe Mitgift zu zahlen. Vermutlich zu dieser Zeit verschlechterte sich Exeters Gesundheit. Im Februar 1446 übernahm sein Sohn mit das Amt des Admirals of England und im nächsten Jahr auch das Amt des Constable of the Tower. Nach seinem Tod wurde Exeter in der Kirche St Katharine's by the Tower neben seiner ersten Frau Anne und neben seiner Schwester Constance beigesetzt.

## Bewertung
Trotz seiner Titel, seiner Ämter und der Gunst des Königs blieben Hollands Finanzen bis zu seinem Tod angespannt. Sein jährliches Einkommen betrug 1436 knapp über £ 1000 und war damit das geringste Einkommen der damaligen englischen Earls. Deshalb heiratete er drei Witwen, die jeweils ein Wittum mit in die Ehe brachten. Da ihnen dieses Wittum jedoch nur bis zu ihrem Tod zustand, konnte Holland es jedoch nicht zum Ausbau seiner Ländereien nutzen. Stattdessen diente Holland als Militär und war lange Jahre nicht in England. Dies führte mit dazu, dass er sich im Gegensatz zu seinem Vater nie mit Südwestengland, wo der Schwerpunkt seiner Besitzungen lag, verbunden führte. Obwohl Holland ein äußerst geachteter Heerführer war und trotz seiner Verwandtschaft zum König hatte er offenbar nur begrenzten politischen Einfluss.

## Familie
Aus seiner Ehe mit Anne Stafford hatte Holland zwei Kinder:
- Henry Holland, 2. Duke of Exeter (1430–1475)
- Anne Holland († 26. Dezember 1486),

1. ⚭ Sir John Neville († vor 15. März 1450), Sohn von Ralph Neville, 2. Earl of Westmorland
2. ⚭ John Neville, 1. Baron Neville (X 29. März 1461 in der Schlacht von Towton)
3. ⚭ James Douglas, 9. Earl of Douglas.

Seine Ehen mit Beatrice von Portugal und mit Anne Montagu waren kinderlos geblieben. Sein Erbe wurde sein Sohn Henry.